# 本多春奈
本多 春奈（ほんだ はるな、1983年4月17日 - ）は、香川県を拠点にタレント活動をしている日本の歌手、作詞家。

## 来歴
小学生の頃にマイケル・ジャクソンに憧れ、17歳からダンスやボイスのトレーニングを受けた。数々のオーディションに参加し、グランプリを獲得。その後、ダンスレッスンのために渡米した。
帰国後には地元の香川県を拠点に音楽活動を展開し、2005年にファーストシングル「CANDY」をリリース。作詞活動も行い、岡山県・香川県・愛媛県を拠点に活動しているローカルアイドル「Bachicco!」のバックコーラスも担当している。本多専属のバックバンドである「HARU-PROJECT」は、Bachicco!専属のバックバンド「スムスムスメ」と基本的に同一構成である。

## 人物
髪型はストレートのロングで、前髪を眉上で短めに切り揃えてぱっつんにしている。髪は7年間延ばし続けた結果、太ももにまで到達している。
2006年に詩吟を習得し、同年から大会に出場して賞を受けている。

## 受賞歴
- 2001年（17歳）、アミューズ主催のタレントオーディションでグランプリを獲得。
- 2002年（18歳）、有線ブロードネットワークス主催のボーカルオーディション（応募総数5,000人）でグランプリ獲得。
- 2006年（23歳）、第四十七回吟詠剣詩舞全国決勝大会（詩吟）・新人の部で優勝。
- 2007年（24歳）、第四十八回吟詠剣詩舞全国決勝大会（詩吟）・優勝。
- 2008年（25歳）、第四十九回吟詠剣詩舞全国決勝大会（詩吟）・準優勝。

## 出演

### テレビ番組
- ゆるタル（NHK高松放送局） - 準レギュラー
- トヨタカローラ香川プレゼンツ「オレンジドライブ」（瀬戸内海放送） - MC
- にこまるTV（瀬戸内海放送） - リポーター
- 産直まるかじり（CMS高松ケーブルテレビ） - メインMC
- ガイナーズのチカラ（RSKテレビ） - メインMC
- ガイナーズのチカラ SUPER（RSKテレビ） - メインMC
- e店見つけ隊（CVC中讃テレビ） - メインMC
- ちゅうまに（CVC中讃テレビ） - メインMC
- ドコイク？ドライブ!! まるごと四国！ぐるり旅（RSKテレビ、2009年6月27日） - ナビゲーター
- アグレッシブですけど、何か?「新春SP二度とリポートしたくないスポットGP」編、「ローカルMCサミット in 広島〜ローカルタレントの未来を語ろう〜」編（広島ホームテレビ） - ゲスト出演
- カマタマーレ讃岐公式応援番組 かまたまR（スカパー! CS801／スカパー!プレミアムサービス Ch.581） - メインMC
- なんがでっきょんな（CMS高松ケーブルテレビ） - MC[1]
- カマタマーレ讃岐公式応援番組 かまたまS（BSスカパー!、スカサカ! (800/580)、スカパー!サッカーオンデマンド） - メインMC

### ラジオ番組
- こちらポケはち編集部（FM高松） - パーソナリティ
- ヨンデンプラザサンポートプレゼンツ Looking For The Light（FM高松） - パーソナリティ
- さわやかラジオ/採れたて新鮮！JA香川県です（RNCラジオ） - パーソナリティ
- 気ままにラジオ 雨の日晴れの日曇りの日（RNCラジオ） - 月曜ラジオカーリポーター

### CM
- ミニストップ「カリカリまん」編、「ほくほくとろとろ」編、「とよのかイチゴ」編、「クリスマス」編
- 人材派遣 アクセス「私は派遣のおんな」編
- JA香川県「ミラクルみかん」編、「Very berry 春気分♪」編、「キラキラ★夏色ぶどう色」編、「産直やさいくるん」編
- NTTドコモ四国「ソニーモバイルコミュニケーションズ Xperia Z1 f」編

### ミュージカル
- JA香川県食育ミュージカル 小さな小さな大冒険 〜空と大地の仲間たち〜 - 特別出演

### ドラマ・PV
- 土曜ワイド劇場 東京駅お忘れ物預り所「寝台特急サンライズ瀬戸〜暁の殺人トリック!!」（テレビ朝日、2008年）
- 常磐町商店街イメージキャラクター ときたま『Call Me Maybe』PV

### イメージキャラクター
- JA香川県 みかん姫 / いちご姫 / ぶどう姫 / もも姫 / 産直やさいくるん
- カマタマーレ讃岐 応援マネージャー
- 高松国税局 確定申告「e-Tax」PR『はるちゃん食堂』

### CMソング・キャンペーンソング
- 晴れの国おかやま国体 CMソング「モテナスンジャーのテーマ」
- 井笠保健所（岡山県） インターネットDVD番組テーマソング「マモルンジャーのテーマ」
- 穴吹ミサワホーム CMソング
- 湯元こんぴら華の湯紅梅亭 CMソング
- 真庭カンツリークラブ CMソング「Faith in Love」
- 百十四銀行 サリュカCMソング「Slowly Slowly」
- JA香川県 キャンペーンソング「ミラクルみかん」「Very berry 春気分♪」「キラキラ★夏色ぶどう色」「もも香るメロディ〜♪」「産直やさいくるん」

### サウンドロゴ
- 国民健康保険「♪国民健康保険」
- 香川県庁「♪かがやくけん、かがわけん」
- イオンモール高松 食品売場「♪讃岐の新鮮届けます、ジャスコ」
- 四国新聞「♪四国新聞携帯サイト」
- 香川銀行「♪花と緑」
- 味匠グループ「♪味匠」

### その他
- JA香川県 食育ミュージカル『小さな小さな大冒険〜空と大地の仲間達』主題歌「心をこめてありがとう」
- 瀬戸内海放送 トヨタカローラ香川Presents『オレンジ★ドライブ』主題歌「Pastel Wind」
- 知的好奇心充足型エンターテイメント活劇アニメ『荒事師クロウ』エンディングテーマ「時の宝箱」
- 社会福祉法人らく楽福祉会 らく楽保育園「楽らく保育園園歌」
- JA香川県広報誌 kilari コラム「春がゆく！」
- 日本農業新聞中四国版 コラム「鍬」

## ディスコグラフィ
- ファーストマキシシングル「Candy」(SMAC-0005)
  - Candy（カマタマーレ讃岐応援番組『かまたま』挿入歌）
  - Spring Rain
  - Candy over flowing tears mix
  - Candy 10seconds before xxxexp.mix
- セカンドシングル「RADIO STAR」(SMAC-0006)
  - Radio Star（トヨタカローラ香川Presents「オレンジドライブ」挿入歌）
  - Slowly Slowly（百十四銀行「サリュカ」CMソング）
  - Slowly Slowly -EMERALD EYES remix